# Sarawut Kambua
Sarawut Kambua (* 21. Juli 1972 in Narathiwat) ist ein thailändischer Fußballtorhüter. Seit 2009 spielt er für Bangkok United FC. Davor spielte Sarawut neun Jahre lang für die Krung Thai Bank. Insgesamt absolvierte er für diesen Verein 179 Spiele. Er konnte dabei zweimal die Meisterschaft gewinnen, 2003 und 2004. 2006 stand er mit der Mannschaft im Finale des Queen’s Cup und wurde Vizemeister 2007. In der AFC Champions League Saison 2008 kam er zweimal zum Einsatz.

## Auszeichnungen und Erfolge

### Erfolge als Spieler

#### FC Krung Thai Bank
- Thai Premier League Meister 2003, 2004 und Vizemeister 2007
- Queen’s Cup Finalist 2006

| Personendaten    | Personendaten                  |
| ---------------- | ------------------------------ |
| NAME             | Sarawut Kambua                 |
| KURZBESCHREIBUNG | thailändischer Fußballtorhüter |
| GEBURTSDATUM     | 21. Juli 1972                  |
| GEBURTSORT       | Narathiwat, Thailand           |